# Johannes Christ (Offizier)

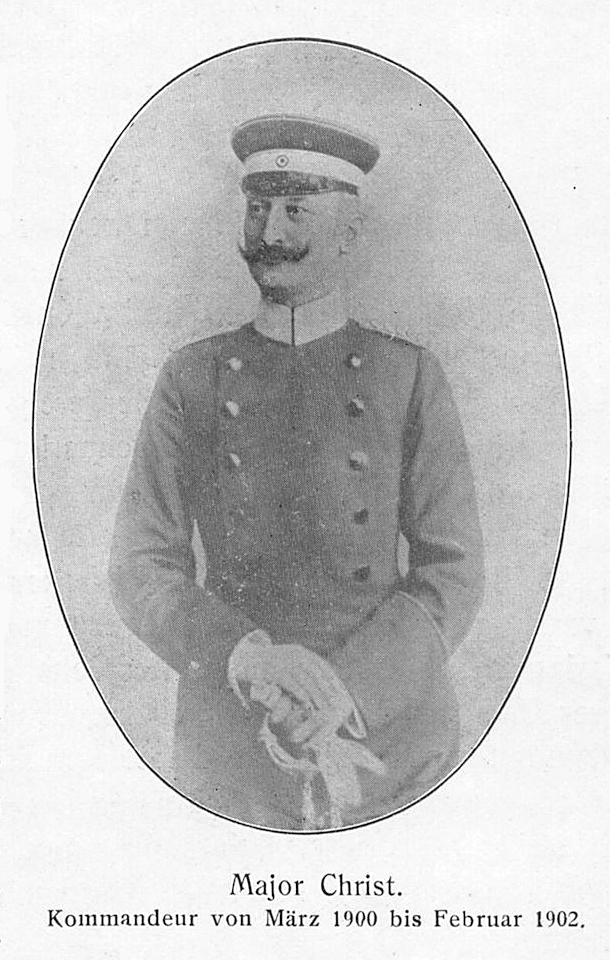
Johannes Christ

Melchior Andreas Johannes Christ (* 7. Januar 1855 in Frankfurt (Oder); † 14. Februar 1902 in Tsingtau, Pachtgebiet Kiautschou) war ein deutscher Major und von 1900 bis 1902 Kommandeur des in Tsingtau stationierten III. Seebataillons.

## Leben

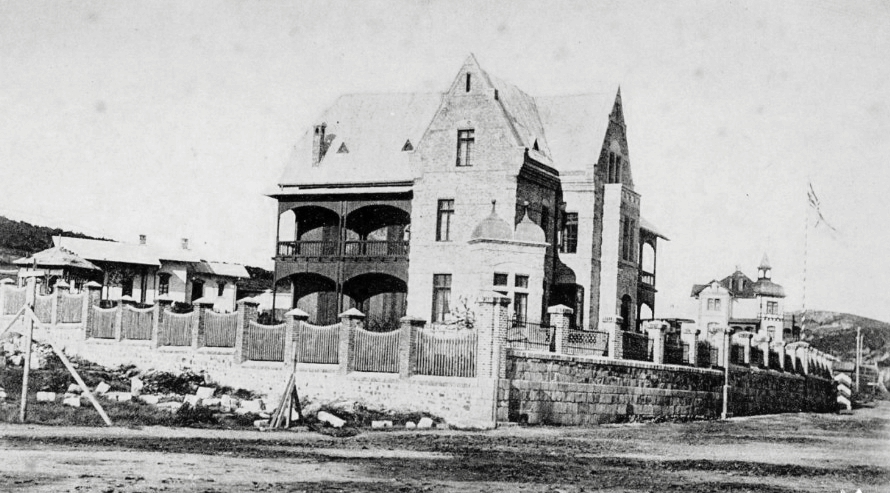
Stabs- und Wohnhaus (Bataillonshaus) von Johannes Christ während seiner Stationierung in Tsingtau

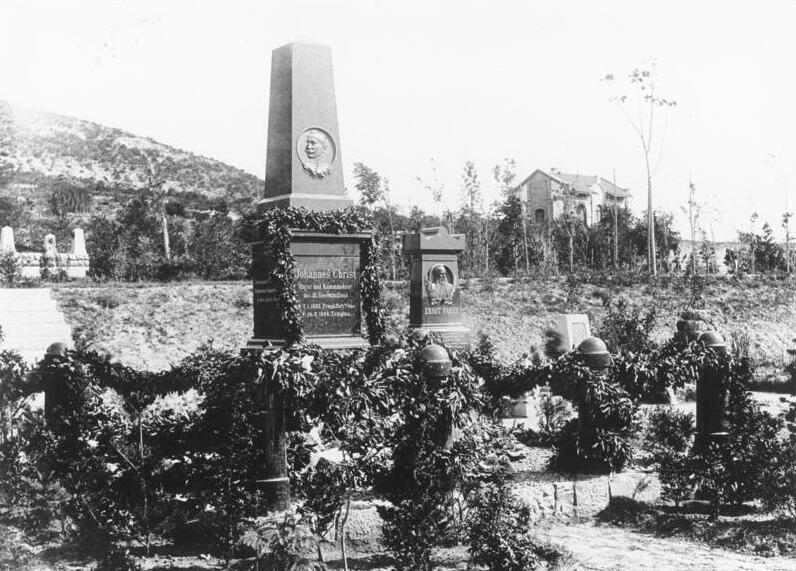
Ursprüngliches Grab von Johannes Christ in Tsingtau

Christ war der Sohn eines Stadtbaurats und dessen Ehefrau, einer geborenen Hennig. Er trat am 28. April 1872 aus dem Kadettenkorps kommend als charakterisierter Portepeefähnrich in das 4. Großherzoglich Hessische Infanterie-Regiment („Prinz Carl“) Nr. 118 der Preußischen Armee ein. Bis Mitte Oktober 1873 avancierte er zum Sekondeleutnant, absolvierte ab Oktober 1879 für drei Jahre die Kriegsakademie und stieg Ende Dezember 1883 zum Premierleutnant auf. Am 22. März 1888 wurde Christ à la suite des Kadettenkorps gestellt und war als Militärlehrer an der Hauptkadettenanstalt in Groß-Lichterfelde tätig. In dieser Eigenschaft erfolgte am 15. Oktober 1888 mit Patent vom 22. März 1888 seine Beförderung zum Hauptmann. Mit der Ernennung zum Kompaniechef im Infanterie-Regiment „Vogel von Falckenstein“ (7. Westfälisches) Nr. 56 trat Christ am 22. März 1891 in den Truppendienst zurück und erhielt anlässlich des Ordensfestes im Januar 1895 den Roten Adlerorden IV. Klasse. Unter Beförderung zum Major wurde er am 27. Januar 1896 als aggregiert zum 6. Rheinischen Infanterie-Regiment Nr. 68 versetzt und am 18. August 1897 als Kommandeur des III. Bataillons einrangiert.
Zum 24. Februar 1900 schied Christ aus dem Heer aus, trat zur Marineinfanterie der Kaiserlichen Marine über und war zunächst bis zum 18. März 1900 Kommandeur des II. Seebataillons in Wilhelmshaven. Anschließend übernahm er das Kommando über das III. Seebataillon in Tsingtau.
Ab Mai 1900 befand sich Christ im deutschen Pachtgebiet Kiautschou in der chinesischen Provinz Shandong. In Nordchina hatte kurz zuvor der sogenannte Boxeraufstand begonnen. Christ übernahm das Kommando über zwei mit dem Kleinen Kreuzer Irene nach Tschili detachierte Kompanien. Im Juni 1900 nahm er an Kämpfen zum Entsatz von Tientsin teil und wurde dafür mit dem Kronen-Orden III. Klasse mit Schwertern ausgezeichnet. Zum Jahresende 1900 vertrat er den erkrankten Gouverneur von Kiautschou, Paul Jaeschke.
Er starb Anfang Februar 1902 im Gouvernementslazarett von Tsingtau an den Folgen einer Typhuserkrankung und wurde auf dem Europäerfriedhof in Tsingtau beerdigt.

## Rezeption
Zum Andenken an Johannes Christ wurde 1905 die „Major-Christ-Stiftung“ in Tsingtau gegründet. Der Stiftungszweck war der Graberhalt und die Schülerförderung in Tsingtau. Im Falle, dass die Umsetzung unmöglich wird – was nach der Eroberung Tsingtaus 1914 eintrat – sollte das Stiftungsvermögen an die Marineverwaltung gehen und die Zinsen vorzugsweise der Marineinfanterie zugutekommen.
Die sterblichen Überreste wurden später nach Deutschland überführt und am 2. Juli 1920 auf dem Waldfriedhof in Blankenburg (Harz) beigesetzt. Die Grabstätte ist erhalten. Sie besteht aus einer schwarzen Marmorstele, deren Sockel beschriftet ist – darunter eine Würdigung der „siegreichen Befreiungskämpfe vor Tientsin“. Um die Stele stehen mehrere Säulen in Form eines Schiffsbugs. Eine Sanierung mit Spenden der Besatzung der ehemaligen Fregatte Emden sorgte 2014 für Diskussionen. Politiker der Partei Die Linke sahen in der Herrichtung der Grabstätte eine unkritische Bewertung des deutschen Kolonialismus.
Der „Christweg“ in Tsingtau war nach Johannes Christ benannt.